# كارمن
أوبرا كارمن (بالفرنسية: Carmen) هي أوبرا مسرحية ألفها جورج بيزيه بالفرنسية وهي مكونة من أربعة فصول وعرضت أول مرة في «المسرح الوطني للأوبرا المسرحية» في باريس.
تعتبر هذه الأوبيرا أشهر أعمال جورج بيزيه والمبنيه على رواية تحمل نفس الاسم كتبت في عام 1846م ألفها الكاتب الفرنسي بروسبير مريميه، ألف بيزيه دور البطولة ل ميزو سوبرانو وذلك في صيف 1873م ولكن لم يتم الأنتهاء منها قبل عام 1874م، عرضت كارمن لأول مرة في 3 مارس 1875م بأوبرا Comique بباريس، ولم تلق في البداية استقبالا جيدا رغم أنها عرضت 37 مرة خلال الثلاث شهور اللاحقة أي بمعدل ثلاث مرات بالأسبوع
وضع بيزيه في كارمن مكامن عبقريته وخاب أمله كثيرا لاستقبالها الفاتر، ولكن ما رفع من شأن كارمن حضور مؤلفين عظام ومعاصرين أمثال ديبوسي، سان سانس، وتشايكوفسكي، برامز، حيث حضروها أكثر من عشرين مرة، وأعتبروها أفضل أوبرا أنتجت منذ الحرب الفرنسية الروسية، وكانت آرائهم بمثابة نبؤات لما ستكون عليه هذه الأوبرا فقد أصبحت كارمن واحدة من أشهر الأعمال الأوبرالية.
كارمن يحتوي على اثنين من أشهر الأغاني بيزيه «الهافاني رقصة كوبية» و«مصارع الثيران أغنية»، اللتان يتنافسان على الشعبية مع التينور ثنائى الباريتون «في أعماق المعبد» من صياد اللؤلؤ.
لم يكتب لبيزيه ان يرى النجاح العظيم لكارمن فقد توفى نتيجة قصور القلب عن عمر 36 في بوجيفال قرب باريس في الثالث من يونيو عام 1875م.

## القصة
هي قصة رومانسية تحكي قصة رجل باسيكي عشق امرأة غجرية متقلبة العواطف حولته من جندي مطيع إلى شقي خارج على القانون مطلوب رأسه، ليقوده هذا الحب الجارف أخيرا إلى ساحة الإعدام بعد أن طعنها بسكين في صدرها.
وأخيرًا.. جاء كارلوس ساورا.. ليعيد كارمن إلي أصولها الدرامية والموسيقية مستعينًا بمصمم الرقصات الشهير أنطونيو جاديس ليقدم من خلاله ومن خلال موسيقي الفلامنكو إعدادًا سينمائيا لا ينسي لكارمن.. من خلال مخرج يبحث عن ممثلة تلعب دور كارمن وعندما يعثر عليها يعيش المأساة التي عاشها دون جوزيه العاشق المسكين.. الذي دفعه حبه وغيرته عليها إلي قتلها علي أدراج الاستاد الكبير.. قبل أن تذهب لملاقاة عشيقها الأخير مصارع الثيران الذي يقود مباراته الأخيرة وتلفظ كارمن أنفاسها الأخيرة وهتاف الجماهير يشتد محييًا المصارع.. وتأوهات دون جوزيه أمام الجسد القتيل وصرخاته الأليمة (لقد قتلت المرأة التي أحب).
كارمن هي غجرية تؤمن بحرية جسدها.. تتنقل كالفراشة بين وردة وأخرى. لا تعرف قيدًا ولا تعترف بحاجز.. يقبض عليها الشرطي (دون جوزيه) عندما ضربت زميلة لها بالسكين وشوهت وجهها.. لكن كارمن تغري دون جوزيه بأن يتركها تهرب.. مقابل ليلة هوي تقضيها معه، ويوافق المسكين الذي سقط في شرك هواها ولا يكتفي بليلة حب واحدة.. بل إنه يهجر جهاز الشرطة الذي ينتمي إليه ويحيا مع عشيقته حياة الخارجين عن القانون.. والمهربين، والهاربين من وجه العدالة.
لكن بينما يزداد حب جوزيه لكارمن والذي يدفعه إلي هجران خطيبته البريئة والجميلة.. فتبدأ كارمن.. في الإحساس بضرورة التحرر من قيد هذا الحب الذي يرهقها ويمنعها من مزاولة حريتها الكاملة. لذلك تحاول قطع علاقتها بدون جوزيه.. وإقامة علاقة أخرى مع مصارع ثيران شاب أثار إعجابها. ولكنها هذه المرة تدفع حياتها ثمنًا لتحررها.